# Jász-Nagykun-Szolnok (županija)
Županija Jász-Nagykun-Szolnok (madžarsko Jász-Nagykun-Szolnok vármegye) je županija na Madžarskem. Upravno središče županije je Szolnok.

### Mestna okrožja
- Szolnok (71.000; sedež županije)

### Mesta in večji kraji
- Jászberény (28.293)
- Kunszentmárton (9.764)
- Törökszentmiklós (23.145)
- Kunhegyes (8.601)
- Karcag (22.738)
- Jászárokszállás (8.240)
- Mezőtúr (19.483)
- Martfű (7.366)
- Tiszafüred (13.953)
- Újszász (6.968)
- Kisújszállás (12.869)
- Jászfényszaru (5.841)
- Tiszaföldvár (12.068)
- Kenderes (5.329)
- Túrkeve (10.181)
- Abádszalók (4.677)
- Jászapáti (9.967)